# Кретово (Брасовский район)
Кретово — село в Брасовском районе Брянской области, в составе Добриковского сельского поселения. Расположено в 6 км к северу от села Добрик. Население — 78 человек (2010).

## История
Упоминается с 1-й половины XVII века (первоначально как деревня, в составе Самовской волости Карачевского уезда). В 1737 году на средства помещика И. С. Сафонова была построена каменная церковь Вознесения Господня (не сохранилась), по которой село также иногда называлось Вознесенским.
В 1778—1782 гг. село входило в Луганский уезд; с 1782 по 1928 гг. — в Дмитровском уезде Орловской губернии (с 1861 — в составе Хотеевской волости, с 1923 в Глодневской волости). В XIX веке — владение Муравьевой, Шепелевых и других помещиков.
19 мая 1865 года в доме причетника Вознесенского храма Василия Декапольского сгорела метрическая книга за 1865 год, которую он взял домой для записи мирских треб. Также при пожаре сгорела обыскная книга и копии исповедных росписей за 1862—1864 годы, которые были взяты для справок по требованию сельского волостного правления. После этого случая начальство Орловской епархии запретило священнослужителям хранить церковные документы у себя дома под страхом строгого взыскания.
В 1874 году в селе была открыта земская школа.
С 1929 года — в Брасовском районе. До 1954 года являлось центром Кретовского сельсовета; в 1954—2005 в Хотеевском сельсовете.

## Вознесенский храм
В 1866 году на место уволенного за штат причетника Ивана Смирнова определён выпускник уездного духовного училища Николай Федотов.

## Население
| Годы      | 1866 | 1893 | 1897 | 1920 | 1923 | 1926 | 1979 | 1989 | 2002 | 2010 |
| --------- | ---- | ---- | ---- | ---- | ---- | ---- | ---- | ---- | ---- | ---- |
| Население | 604  | 1201 | 703  | 835  | 905  | 807  | 188  | 177  | 141  | 78   |